# Anisodoris lentiginosa
Anisodoris lentiginosa är en snäckart som beskrevs av Sandra V. Millen 1982. Anisodoris lentiginosa ingår i släktet Anisodoris och familjen Discodorididae. Inga underarter finns listade i Catalogue of Life.